# Олтон (Миссури)
О́лтон (англ. Alton) — город в штате Миссури (США). Административный центр округа Орегон. По данным за 2013 год численность населения составляла 879 человек.

## История
Первые жители на этой территории появились в 1815 году, в 1845 году был сформирован округ Орегон, а в 1852 году появляется первая мельница. В 1859 официально было зарегистрировано поселение Олтон, названное в честь города Олтон (штат Иллинойс), после чего в следующем году здесь появляется первое почтовое отделение. В годы Гражданской войны был сильно разрушен. В 1929 году Олтон получил статус города, а в 1942 году было построено здание окружного суда.

## География
Олтон расположен на удалении 110 миль (177 км) с востоку-юго-востоку от Спрингфилда в центре округа Орегон; высота над уровнем моря составляет 781 фут (238 м). Общая площадь города по данным на 2015 год — 0,84 квадратной мили (2,18 км²). Климат классифицируется как субтропический муссонный, что соответствует жаркому влажному лету и мягкой прохладной зиме.

## Демография
По данным на 2013 год в городе проживали 879 человек, в том числе 396 (45,1 %) мужчин и 483 (54,9 %) женщины, а средний возраст составлял 33,4 года. Средний доход на душу населения составлял по оценке $ 11 862, а на каждый дом — $ 61 667. Средняя арендная плата за дом составляла $ 540. По расовому признаку 94,8 % населения были европейской расы, 1,4 % — латиноамериканцы, 0,6 % — индейцы, 0,5 % — афроамериканцы, а 2,8 % — метисы.

## Достопримечательности
- Ранчо Пигмана (англ. Pigman Ranch) — в сентябре 1964 года здесь вдали от толп поклонников несколько дней отдыхала известная британская группа The Beatles, которая в то время совершала тур по Соединённым Штатам. Принадлежало Риду Уэйну Пигману (англ. Reed Wayne Pigman) — владельцу чартерной авиакомпании American Flyers Airline, в которой группа зафрахтовала самолёт для перелётов между городами[8].